# Sham Chun River
Sham Chun River är ett vattendrag i Hongkong (Kina). Det ligger i den norra delen av Hongkong och utgör delvis gränsflod mot Kina.